# 송학면
송학면(松鶴面)은 대한민국 충청북도 제천시의 면이다.

## 개요
송학면은 강원특별자치도 영월군 한반도면과 인접한 산간 고랭지이며, 고추, 담배, 약초 등 전작 위주의 영농을 시행한다. 아세아시멘트, 송학농공단지 등 공업지대가 있다.

## 행정 구역
- 도화리(桃花里)
- 무도리(務道里)
- 송한리(松寒里)
- 시곡리(柴谷里)
- 오미리(五味里)
- 입석리(立石里)
- 장곡리(長谷里)
- 포전리(浦田里)

## 교육
- 송학초등학교
- 입석초등학교
- 송학중학교